# Adriana Gil Álvarez
Adriana Gil Álvarez es una deportista española que compite en karate, en la modalidad de kumite. Ganó una medalla de oro en el Campeonato Mundial de Karate de 2023, en la prueba por equipo.

## Palmarés internacional
| Campeonato Mundial | Campeonato Mundial | Campeonato Mundial | Campeonato Mundial |
| Año                | Lugar              | Medalla            | Prueba             |
| ------------------ | ------------------ | ------------------ | ------------------ |
| 2023               | Budapest (Hungría) | Medalla de oro     | Equipo             |